# HMS Impregnable (1786)
HMS Impregnable (1786) — 98-пушечный линейный корабль второго ранга. Первый корабль Королевского флота, названный HMS Impregnable. Третий линейный корабль типа London. Заложен в октябре 1781 года. Спущен на воду 15 апреля 1786 на королевской верфи в Дептфорде. .

## Служба
Весной 1794 года Impregnable (контр-адмирал Бенджамин Колдуэлл, капитан Джордж Весткотт) вместе с Флотом Канала вышел в море на перехват важного французского конвоя с зерном из Северной Америки. Найдя 5 мая французский флот все ещё в Бресте, эскадра повернула в Атлантику, с намерением встать между конвоем и его будущим охранением. 28 мая фрегаты лорда Хау обнаружили французский флот, но те оказались с наветра, так что британцам было затруднительно принудить их к бою.
29 мая Хау попытался с подветра прорвать французскую линию. С дюжину британских кораблей вступили с серьезную перестрелку, и хотя некоторые имели повреждения, ни один не нуждался в помощи верфи, все остались в строю. Иначе обстояло у французов: нескольким пришлось вернуться в Брест, но их заменили 5 кораблей Нейи, которым повезло найти свой флот на следующий день.
Impregnable принял участие в сражении первого июня. Оба флота сформировали линию на расстоянии 6 миль друг от друга. Impregnable был восьмым кораблем британской колонны. В результате сражения у Impregnable были сильно повреждены паруса и такелаж, он также лишился нескольких рей. На борту Impregnable 7 человек погибло и 24 получили ранения.

## Гибель
В октябре 1799 года он сопровождал конвой из 12 торговых судов из Лиссабона на остров Уайт. 18 октября его штурман, Майкл Дженкинс, торопился попасть в Спитхед до наступления ночи. В результате судно отнесло слишком далеко на восток и оно наскочило на мель недалеко от входа в гавань Ландстона. При этом сильный порыв ветра сломал все его мачты. Сразу же из Спитхеда вышли множество судов и шлюпок, чтобы спасти экипаж корабля . Благодаря их своевременной помощи удалось спасти всех и никто не погиб. После осмотра корабля на следующий день в его подводной части была обнаружена пробоина, и было принято решение не восстанавливать Impregnable.
После того как с него сняли все пушки и все остальное, что ещё могло быть восстановлено, Адмиралтейство продало остатки судна Линденегрену, купцу из Портсмута. Дело о потере корабля рассматривалось трибуналом 30 октября на борту Gladiator. Суд оправдал капитана и офицеров, но осудил штурмана за халатность и уволил Дженкинса со службы.